# Grand-Métis
Grand-Métis est une municipalité canadienne de près de 250 habitants située dans l'Est du Québec dans la municipalité régionale de comté de La Mitis au Bas-Saint-Laurent. Elle est située au confluent de la rivière Mitis et du fleuve Saint-Laurent. Elle est surtout connue aujourd'hui pour les Jardins de Métis fondés au début du XXe siècle par Elsie Reford. On peut y découvrir 3 000 espèces végétales dont le fameux pavot bleu de l'Himalaya (Meconopsis betonicifolia), emblème des jardins depuis des décennies.

## Toponymie

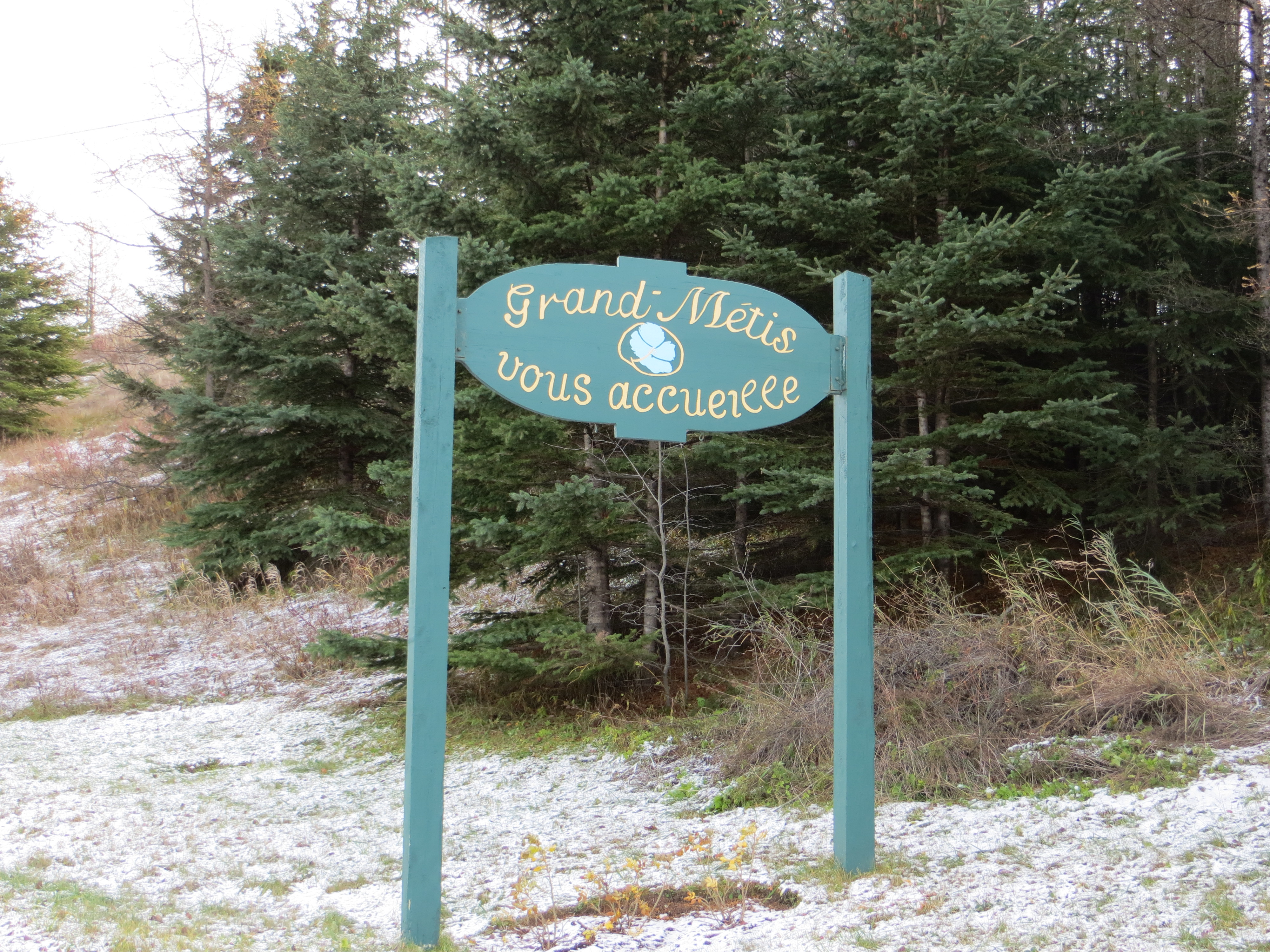
Affiche de bienvenue à Grand-Métis.

Son nom provient de l'ancienne seigneurie de Mitis qui emprunte elle-même son nom à la rivière Mitis. L'endroit a d'abord porté le nom de Saint-Octave-de-Métis,. C'est en 1908, alors que la municipalité de Saint-Octave-de-Métis-Sud se détache, que la municipalité prit le nom de Grand-Métis. En 1931, Saint-Octave-de-Métis-Sud reprit le nom de Saint-Octave-de-Métis.
L'origine des mots « Mitis » ou « Métis » est micmaque. L'origine la plus probable pour le nom de « Mitis » serait issue du micmac miti sipo qui signifie « rivière du peuplier » ou mitisk qui signifie « bouleau » ou « tremble », étant donné que la rivière Mitis est bordée par ces espèces d'arbres. La seconde hypothèse est le mot micmac metioui ou mitiwee qui signifie « lieu de réunion », étant donné que plusieurs bandes amérindiennes se réunissaient durant la saison estivale à cet endroit. Il est à noter que les graphies « Mitis » et « Métis » sont toutes utilisées. La première est plus fidèle à son origine micmaque.
Les gentilés sont nommés Grand-Métissiens et Grand-Métisiennes.

## Histoire

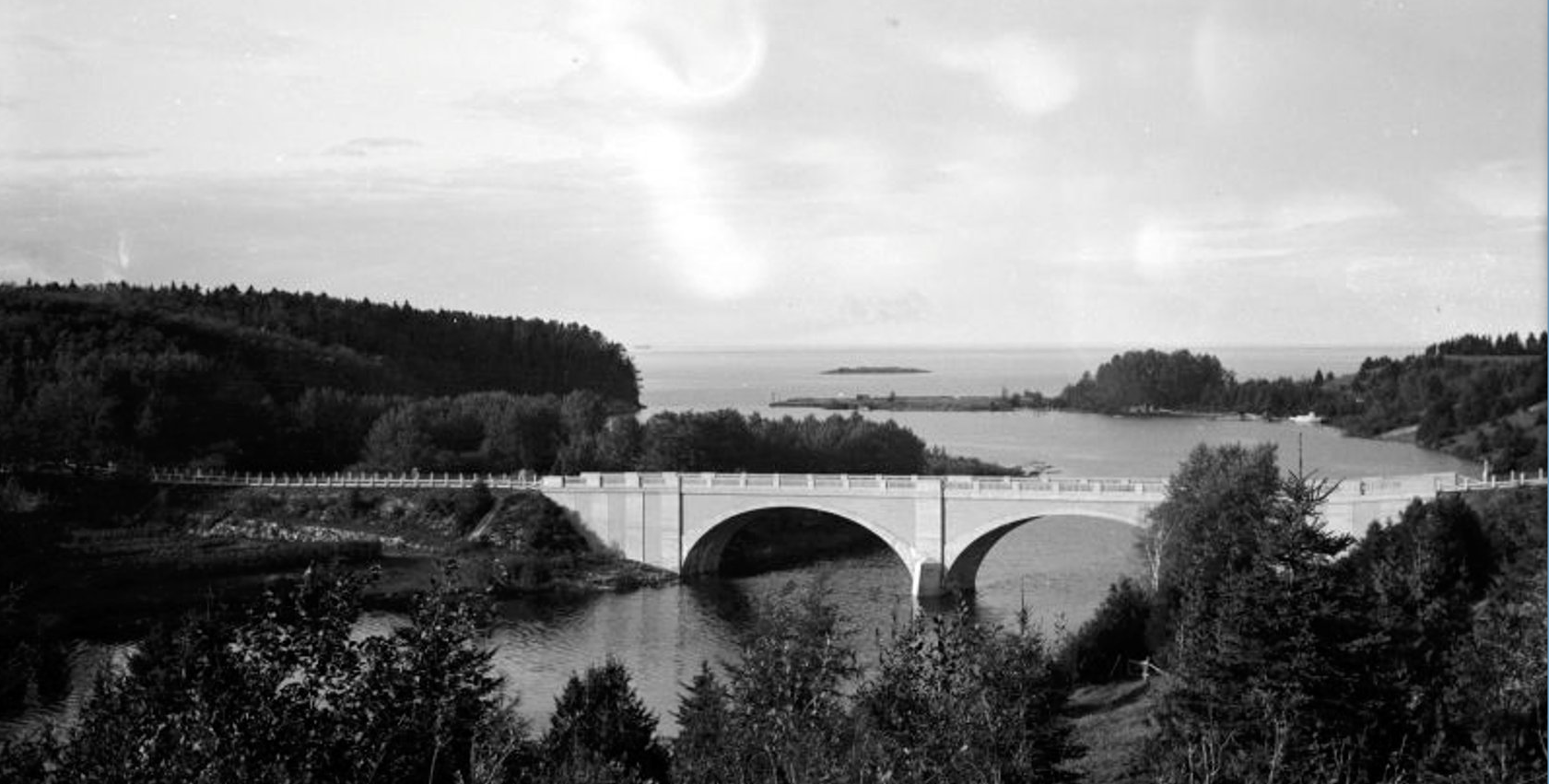
Le pont Arthur-Bergeron en 1935.

Ce territoire a d'abord fait partie des seigneuries de Mitis et de Lepage-et-Thivierge et du canton de Cabot. La seigneurie de Mitis est concédée à Jean-Baptiste de Peiras en 1675.
En 1845, la municipalité de Métis est détachée de Sainte-Flavie, cependant, en 1847, celle-ci est abolie. En 1855, c'est Saint-Octave-de-Métis qui se détache de Sainte-Flavie. En 1897, une partie se détache de Saint-Octave-de-Métis pour devenir Petit-Métis qui sera plus tard renommé en Métis-sur-Mer,. Finalement, en 1908, c'est la municipalité de Saint-Octave-de-Métis-Sud qui se détache de Saint-Octave-de-Métis,. La partie restante prend alors le nom de Grand-Métis,. En 1931, Saint-Octave-de-Métis-Sud repris le nom de Saint-Octave-de-Métis.

## Géographie
Grand-Métis est situé sur la berge sud du fleuve Saint-Laurent à 355 km au nord-est de Québec et à 330 km à l'ouest de Gaspé. Les villes importantes près de Grand-Métis sont Mont-Joli à 10 km et Rimouski à 45 km au sud-ouest ainsi que Matane à 55 km au nord-est. Le territoire de Grand-Métis couvre une superficie de 25,85 km2.
La rivière Mitis délimite le nord-ouest de la municipalité et se déverse dans l'estuaire maritime du Saint-Laurent.

## Démographie
| 1996 | 2001 | 2006 | 2011 | 2016 | 2021 |
| ---- | ---- | ---- | ---- | ---- | ---- |
| 276  | 281  | 268  | 237  | 213  | 218  |

Distribution de l'âge en 2006

Selon Statistiques Canada, la population de Grand-Métis était de 268 habitants en 2006. La tendance démographique des dernières années suit celle de l'Est du Québec, c'est-à-dire une décroissance. En effet, en 2001, la population était de 281 habitants. Cela correspond à un taux de décroissance de 4,6 % en cinq ans. L'âge médian de la population grand-métissienne est de 51 ans.
Le nombre total de logements privés à Grand-Métis est de 225. Cependant, seulement 130 de ces logements sont occupés par des résidents permanents. Tous les logements de Grand-Métis sont des maisons individuelles.
Statistiques Canada ne recense aucun immigrant à Grand-Métis. Toute la population de Grand-Métis a le français comme langue maternelle. 4 % de la population maitrise les deux langues officielles du Canada.
Le taux de chômage dans la municipalité était de 6,9 % en 2006.
35,5 % de la population âgée de 15 ans et plus de Grand-Métis n'a aucun diplôme d'éducation. 37,8 % de cette population n'a que le diplôme d'études secondaires ou professionnelles. 11,1 % de cette population possède un diplôme de niveau universitaire. Les deux domaines d'études principaux des Grand-Métissiens sont le « génie, l'architecture et les services connexes » ainsi que les « sciences sociales et de comportements et le droit ». Tous les habitants de Grand-Métis ont effectué leurs études à l'intérieur du Canada.

## Administration municipale
Les élections municipales ont lieu tous les quatre ans et s'effectuent en bloc sans division territoriale. Le conseil municipal est composé d'un maire et de six conseillers.
| mandat      | fonction    | nom                 |
| ----------- | ----------- | ------------------- |
| 2013 - 2017 | Maire       | Marc-André Larrivée |
| 2013 - 2017 | Conseillers |                     |
| 2013 - 2017 | #1          | Suzie Ouellet       |
| 2013 - 2017 | #2          | Philippe Carroll    |
| 2013 - 2017 | #3          | Jocelyn Fournier    |
| 2013 - 2017 | #4          | Lucienne Ouellet    |
| 2013 - 2017 | #5          | Jacques Vachon      |
| 2013 - 2017 | #6          | Anne-Marie Martel   |

| Grand-Métis Maires depuis 2001                                                                                       |                     |                    |          |
| Élection | Maire               | Qualité            | Résultat |
| 2001 | Donald Ouellet      |                    | Voir     |
| 2005 | Richard Fournier    | Décédé en fonction | Voir     |
| 2009 | Richard Fournier    | Décédé en fonction | Voir     |
| 2013 | Richard Fournier    | Décédé en fonction | Voir     |
| 2014 | Rodrigue Roy        |                    | Voir     |
| 2017 | Rodrigue Roy        | Voir               |          |
| 2021 | Marc-André Larrivée |                    | Voir     |
| Élection partielle en italique Depuis 2005, les élections sont simultanées dans toutes les municipalités québécoises |                     |                    |          |

De plus, Chantal Tremblay est la directrice-générale, greffière-trésorière, coordonnatrice des mesures d'urgence, directrice des travaux publics, inspectrice des cours d'eau, ainsi que responsable de l'accès aux documents de la municipalité.

## Représentations politiques
Québec : Grand-Métis fait partie de la circonscription provinciale de Matane-Matapédia. Cette circonscription est actuellement représentée par Pascal Bérubé, député du Parti québécois.
 Canada : Grand-Métis fait partie de la circonscription fédérale de Avignon—La Mitis—Matane—Matapédia. Elle est représentée par Rémi Massé, député du Parti libéral du Canada.

## Culture et société
La paroisse catholique de Grand-Métis fait partie de l'Archidiocèse de Rimouski.

## Tourisme
Le parc de Métis, plus connu sous le nom des jardins de Métis, sont la principale attraction touristique de Grand-Métis. Ce parc a une superficie de 34 ha et est situé à l'embouchure de la rivière Mitis. Ce parc a été aménagé par Elsie Reford à partir de 1926 ; elle s'en occupa jusqu'en 1958. Elle hérita de ces terrains de par son oncle, le baron Mount Stephen, qui était le président du Canadien Pacifique. Le gouvernement du Québec privatisa ces terrains le 4 juillet 1995 qui sont maintenant la propriété des Amis des jardins de Métis.

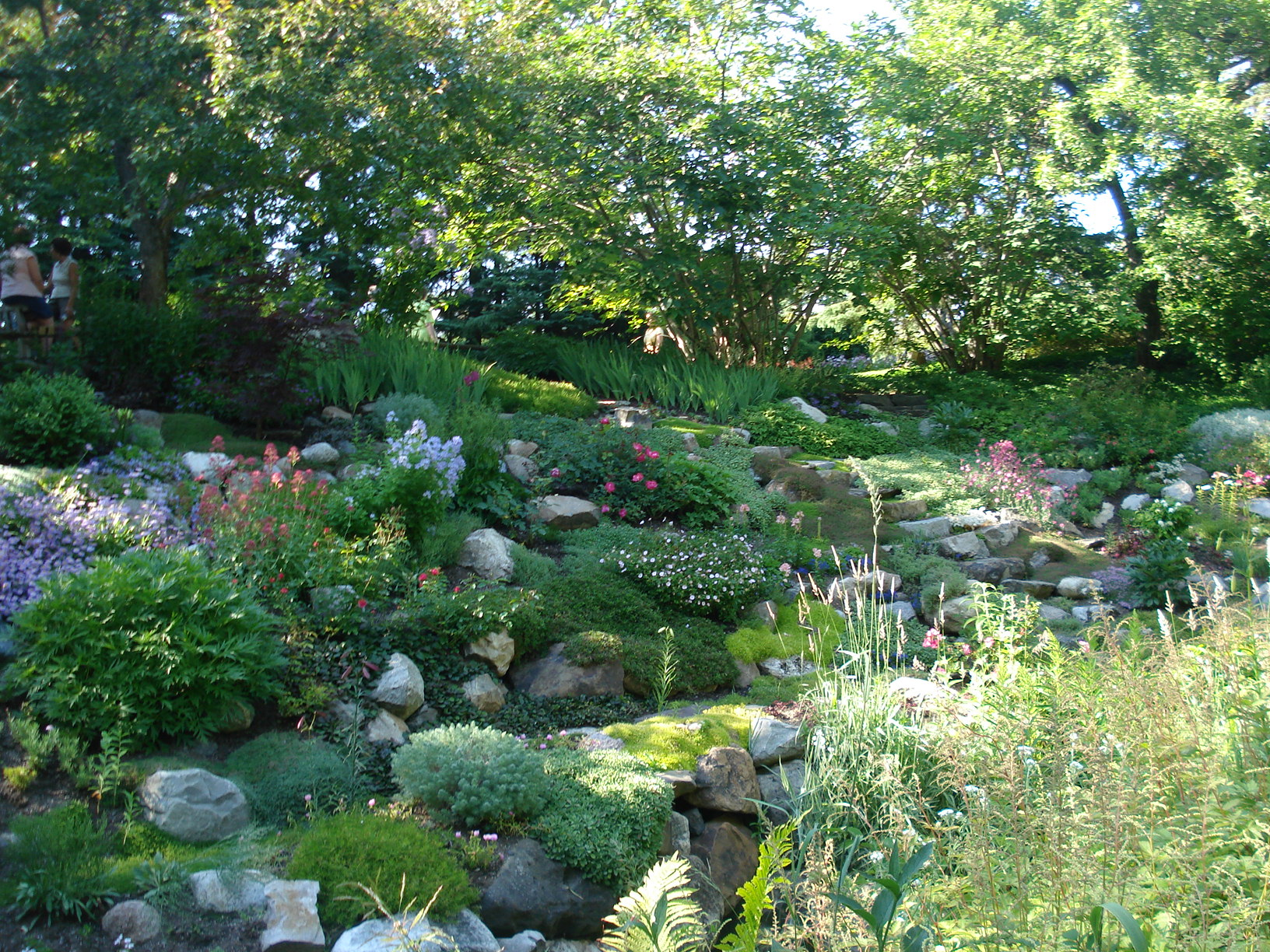
Jardins de Métis.
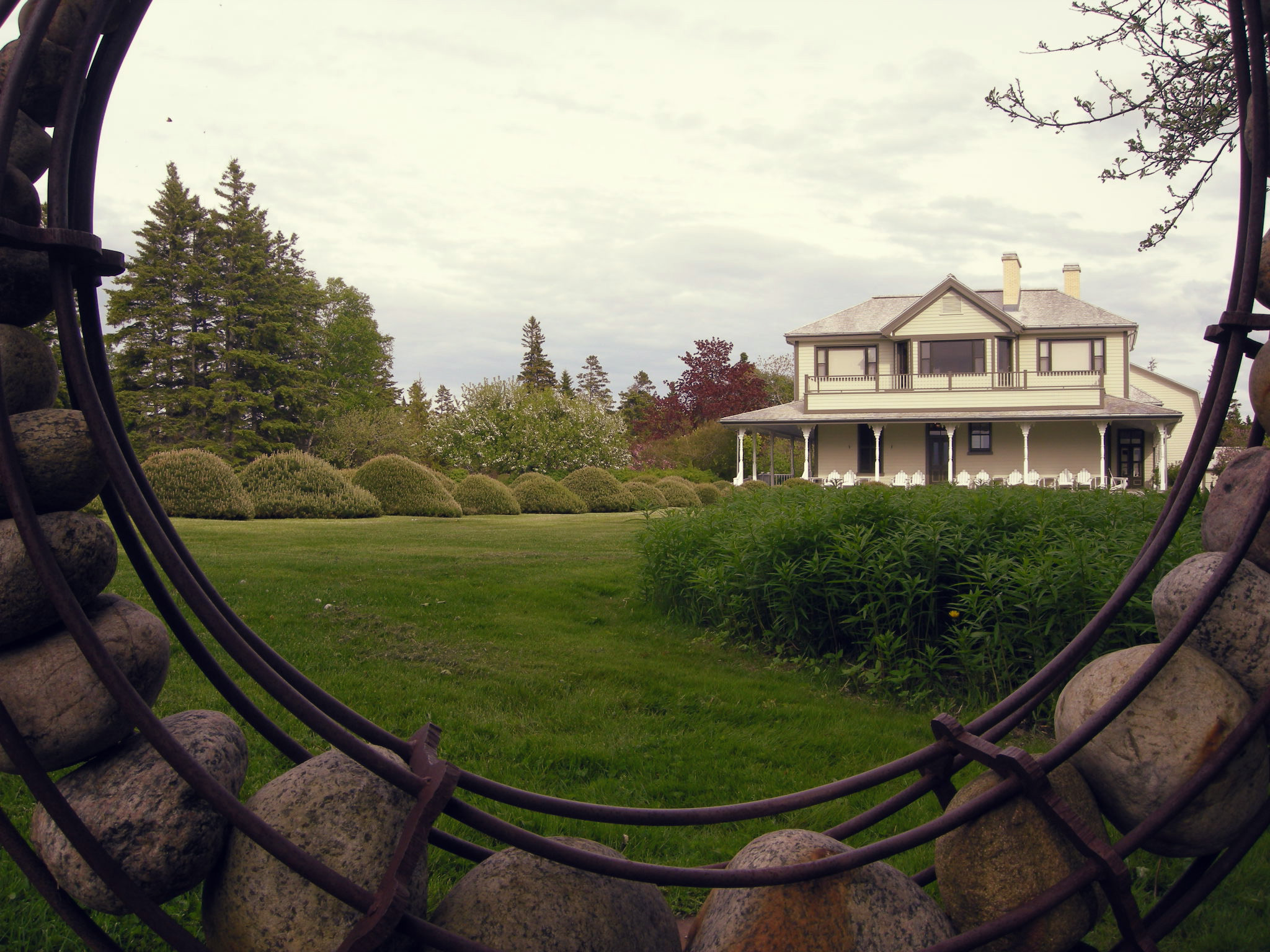
Villa Estevan, 2009.
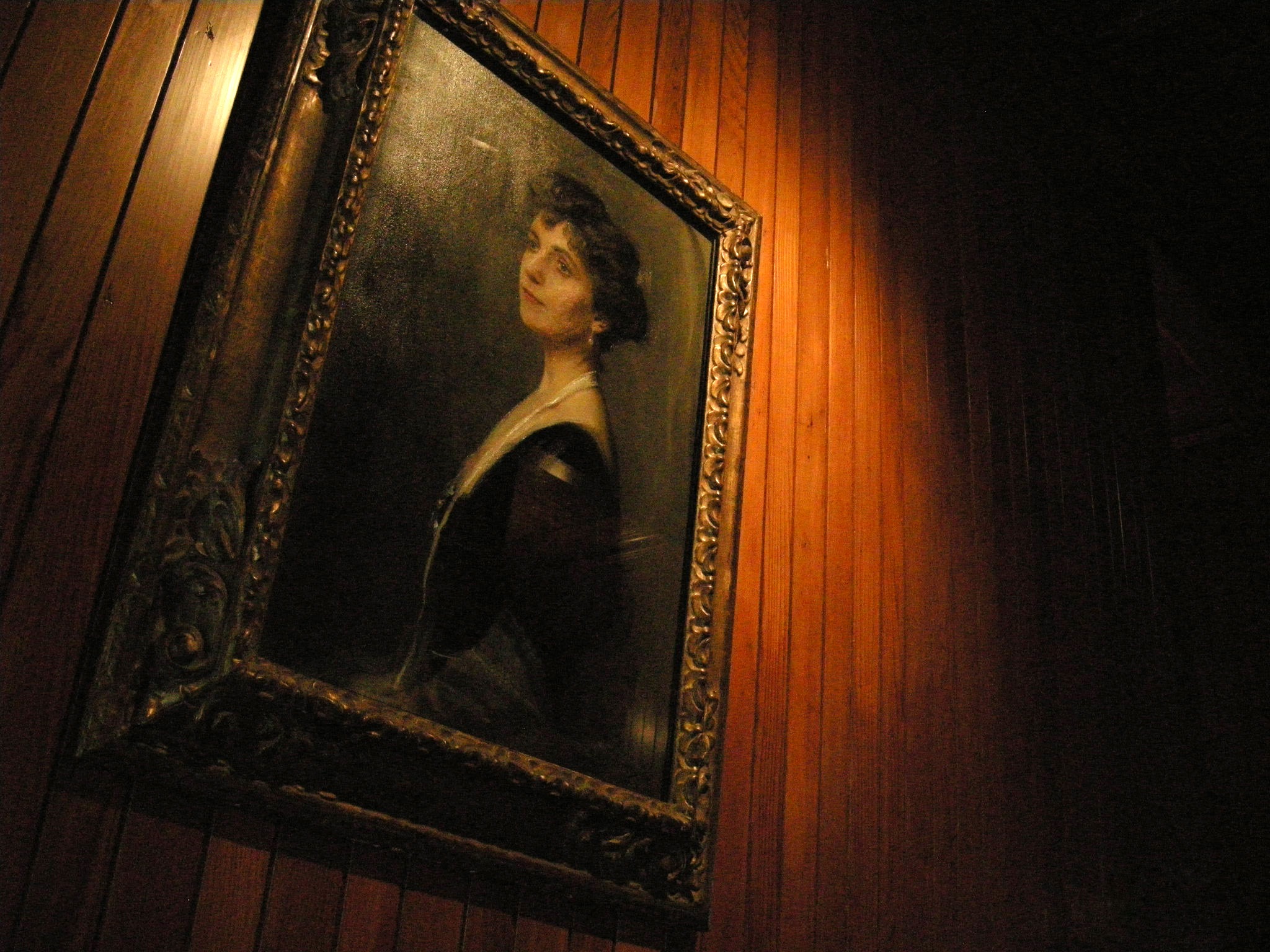
Portrait d'Elsie Reford.
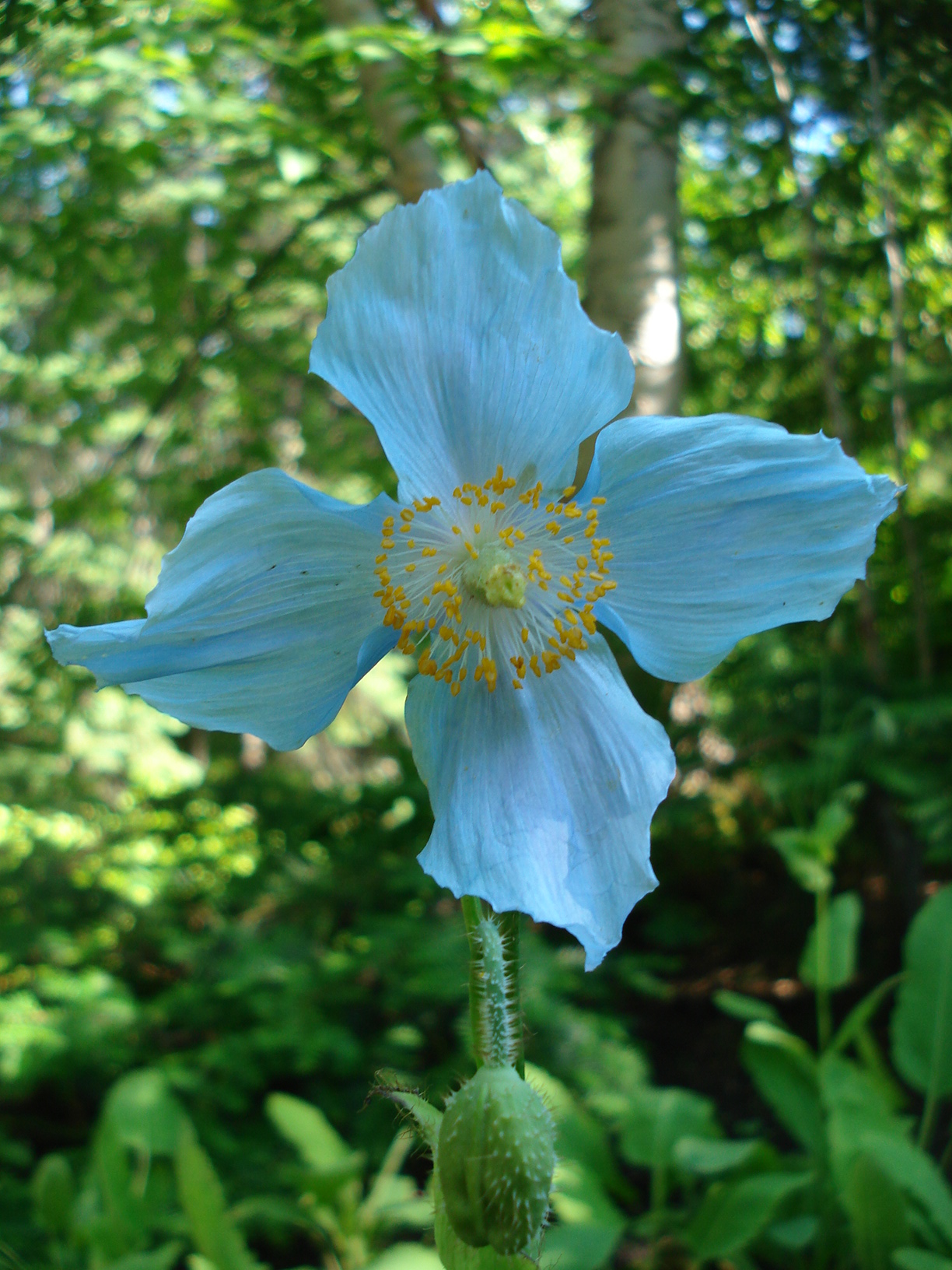
Pavot bleu.